# Bitka za Osijek
Bitka za Osijek bila su ratna zbivanja u Osijeku i okolici tijekom Domovinskoga rata kojima se označuje puzajuća agresija, strategija realne prijetnje i taktika izmaranja koju su provodili velikosrpski osvajači u pokušaju zauzimanja grada Osijeka. Kad je osvajanje Osijeka prestalo biti izglednim, srpski agresor prešao je u taktiku rušenja i gospodarskog onesposobljavanja grada, prilikom čega je ubijeno više od tisuću ljudi.
Ratna zbivanja u Osijeku počela su tijekom ljeta 1991. Grad je bio u poluokruženju sa sjevera, juga i istoka. 

## Kronologija

### Pobuna Srba u okolici
Kako je jačala velikosrpska pobuna u Hrvatskoj, sve se više naziralo da se rat neće moći izbjeći. Stoga se povećavao broj ljudi na noćnim stražama, a ljudi su bili najčešće naoružani lovačkim oružjem. Svaki je dan rastao broj sela većinski srpskog stanovništva do kojih je put bio blokiran. Vremenom su hrvatske vlasti u Osijeku spoznali obrazac po kojem su znali da će neko selo s većinski srpskim stanovništvom pasti u ruke četnicima: pokazalo se da su obično tri dana prije blokade radnici iz tog sela izostali s posla u osječkim poduzećima. Onda bi istog dana TV Novi Sad prikazala autobuse iz tog sela koji su bili puni žena i djece, a svi si izbjeglice govorili su da su pobjegli jer se boje "da ih ustaše ne pokolju". Nakon takve evakuacije žena i djece, srpski su se "civili" iz tih sela naoružavali i blokirali prilazne ceste. Najveći dio sela na velikosrpskom koridoru između Dalja i brda Krndije došao je u ruke srpskih pobunjenika. 
Postojala je velika vjerojatnost da će odsjeći Osijeku jedinu komunikaciju prema Đakovu te spajanje Dalja s Orahovicom. Osijek je dospio u plansku stupicu. Prije Jugoslavije bilo je poveći broj sela sa srpskim stanovništvom u Slavoniji, posebice po planinama Dilju, Papuku i Krndiji. Radi stvaranja podloge za ekspanziju, velikosrpski hegemonistički režim Kraljevine Jugoslavije nastojao je umjetno stvoriti srpski koridor kojim bi povezao ta sela sa Srbijom. U te su krajeve naseljavali solunske borce i stvorili čitava nova sela kao što su: Vera, Bobota, Petrova Slatina, Šodolovci, Koprivna, Paulin Dvor, Dopsin, Bela Loza. Tako su stvorili koridor koji je išao selima: Dalj, Vera, Bobota, Silaš, Staro Tenje, Palača, Ada, Petrova Slatina, Koprivna, Paulin Dvor, Šodolovci, Dopsin, Čepinski Martinci, Čokadinci, Podgorač, Budimci, Bela Loza, Podgorač, i dalje preko Krndije prema Orahovici. Neprekidni koridor nisu uspjeli uspostaviti. Na putu im se našlo selo Ćelije, selo koje je naseljeno iz Zagorja za vrijeme Drugoga svjetskog rata, zatim selo Vuka na pravcu Osijek – Đakovo te Našice i Donja Motičina. Posrbljavanje ovih krajeva vršili su četnici koji su nakon 1945. prešli u partizane. Nastojali su pojačati ovaj koridor Srbima iz BiH, Korduna, Banovine i Like. Stoga su spalili Ćelije, i to je bilo prvo selo koje su 1991. spalili u Hrvatskoj. Ipak, zahvaljujući Vuki, Našicama i Motičini velikosrbima nije uspjelo uspostaviti koridor. Što nisu uspjeli naseljavanjem i spaljivanjem, pokušali su osvajanjem, pa su neko vrijeme sela Čokadinci, Poganovci, Budimci i Bela Loza pala u srpske ruke.

### Nakon razdruženja (1991.)
Dne 25. lipnja 1991. Hrvatska je proglasila razdruživanje od SFRJ. Istoga dana je „Velika narodna skupština Srba iz Slavonije, Baranje i zapadnog Srema” na sjednici u Borovom Selu donijela Odluku o položaju srpskog naroda iz Slavonije, Baranje i Zapadnog Srema u jugoslavenskoj državnoj zajednici u kojoj stoji da „danom otcjepljenja odnosno razdruživanja Hrvatske, srpski narod i dijelovi drugih naroda i nacionalnih manjina koji žive na teritoriji Slavonije, Baranje i Zapadnog Srema ostaju u zajedničkoj državi srpskog naroda i drugih jugoslavenskih naroda koji se opredijele za takvu državnu zajednicu” te da ta odluka „stupa na snagu danom otcjepljenja, odnosno razdruživanja Hrvatske od Socijalističke Federativne Republike Jugoslavije”. Velikosrbi u srbijanskim i jugoslavenskim ustanovama nisu priznavali hrvatsko i slovensko razdruženje, inzistirali su na cjelovitosti i kontinuitetu Jugoslavije, ali to ih nije spriječilo da Narodna banka Jugoslavije 27. lipnja donese odluku kojom je izbacili Narodnu banku Hrvatske i Slovenije iz jedinstvenog jugoslavenskog monetarnog sustava.
27. lipnja 1991. godine JNA je odlučila tenkovima demonstrirati svoju silu na osječkim ulicama. Prošli su kroz grad Osijek i pregazili 4 automobila i pucali prema građanima radi prikazivanja svoje vojne sile i odlučnosti, te nametanje masovnog straha kod građana. JNA iz vojarne u Osijeku pucala po koloni osobnih vozila u prolazu (ranjeno 16 civila). Pucala je i po autobusu (ranjeno 7 civila) i po bolnici. U večernjim satima, oko 19:30 četiri su se tenka vozila osječkim ulicama (uništivši 2 automobila), među ostalim tenk JNA T-55 pregazio je poznatoga „crvenog fiću”. Snimka je zabilježena televizijskim kamerama te je i istu večer je uslijedio novi teški incident – iz tadašnje „bijele kasarne” otvorena puščana paljba prema koloni automobila i gradskom autobusu i tom je prilikom ranjeno 17 civila. Hrvati su u Osijeku 27. lipnja ustrojili 106. brigadu i ine obrambene postrojbe.
29. lipnja četnici su iz Tenje minobacačima su napali Osijek. 4. srpnja nastavili su provocirati, a ovaj su put, prema izvješću Osječko-baranjske Policijske uprave, iz protuzrakoplovnih strojnica pucali po istočnim dijelovima Osijeka. 7. srpnja srpske su terorističke postrojbe napali mještane sela Ćelije natjeravši ih u bijeg. Istog dana u Tenji su se žestoko sukobile hrvatske snage sa srpskim teroristima kojima su pomagale oklopne postrojbe JNA. To su sve napravili unatoč Brijunskom sporazumu koji su potpisali hrvatski, slovenski, srpski, savezni i vojni dužnosnici, po kojem se JNA morala povući u vojarne, a svi sukobljeni kloniti se uporabe sile i kojim je dogovoren tromjesečni moratorij na odluku Slovenije i Hrvatske o proglašenju neovisnosti.
9. srpnja srpski su teroristi spalili hrvatsko selo Ćelije u Slavoniji, a u Aljmašu ubili hrvatskog gardista Jerka Bukića. Prva granata pala je i na sam grad Osijek. 11. srpnja u policijskoj akciji MUP-a RH koja je trajala 10 sati, osječka je policija uhitila grupu srpskih terorista. Istog dana srpski su teroristi upali u Stadionsko naselje u Osijeku i napali policijsku ophodnju.
27. srpnja JNA je gađala osječku bolnicu. Novi val srpske agresije na grad bila je 9. srpnja 1991. u kojem je granata ispaljena iz tenka razorila stan na sedmom katu stambene zgrade u naselju Sjenjaku.
Uslijedilo je razdoblje sve većih incidenata. Rubna osječka naselja su sve češće pod rafalnom paljbom iz okolnih mijesta kojima dominiraju ekstremne srpske skupine. Najčešće je na udaru naselje Jug 2 zbog blizine Tenje. Borbe protiv ekstremista vode se i u samome gradu, u Vatrogasnom naselju. Za sam grad opasnost predstavljaju i vojarne JNA kasarne koje se nalaze u samome centru grada. Okolne zgrade česta su meta brzometne paljbe iz njihovog smjera. Brzometna paljba čuje se i u samim vojarnama JNA, dezerterstvo mladih ročnika je veliko (85 vojnika 24. srpnja 1991.), neuspjeli pokušaji završavaju likvidacijom. 25. srpnja JNA je topnički granatirala legalne organe hrvatske vlasti, hrvatsku policiju. Gađala je policijski poligon u Erdutu, pri čemu su ubili 9 a ranili 17 policajaca. JNA je poduzela veliki topnički napala Osijek 29. srpnja 1991. Nije poštedila niti jedan dio grada.
1. kolovoza u Osijek pristigli su prvi prognanici. To su bili stanovnici Aljmaša, Dalja i Erduta koji su bili prisiljeni bježati pred velikosrpskim agresorom u riječnim teglenicama za rasute terete. Civile i branitelje koji se nisu uspjeli izvući, velikorsrpske su snage masakrirale. Tijela su im nalazili u masovnim grobnicama i po 20 godina poslije.
JNA od kraja srpnja često granatira Osijek. Tijekom mjeseca kolovoza granatira još češće i intenzivnije. Napadi ne jenjavaju, nego se ponavljaju 13., 15., 17., 18. kolovoza. Mete napada su osim Osijeka i prigradska naselja Nemetin, Sarvaš, Laslovo, Ernestinovo i novi dio Tenje koji je još u rukama hrvatskih branitelja. Broj žrtava u gradu je sve veći. U napadima početkom rujna ubijeno je 14 ljudi, a 28 ih je ranjeno. Rat pokazuje svu svoju okrutnost 3. rujna kada granata ispaljena iz “bijele kasarne” na Vijencu I. Meštrovića ubija trinaestogodišnju djevojčicu, a njezine roditelje teško ranjava. Granatiranja koja su velikosrpski napadači sljedećih mjeseci počinili može se opisati riječima kao genocid, urbicid i kulturocid.
4. kolovoza 1991. lokalni pobunjeni Srbi u Budimcima blokirali su cestu Osijek – Našice. Zbog toga što su bili potpuno opkoljeni, predali su se pri prvom ozbiljnijem sukobu. Te je noći odlučna akcija hrvatskih snaga spriječila pad Čepina. Čepin se našao u škripu između Ernestinova i Čepinskih Martinaca. Zapovjednik čepinskog HOS-a Slobodan Tolj nagovorio je zapovjednika našičkih specijalaca Mirka Pongreca neka napadnu pobunjeničku srpsku enklavu s našičke strane, jer u suprotnom prijeti pad Čepina.Pongrec je iste noći bez znanja Gorinšeka, svojim snagama napao pobunjeničku enklavu i Belu Lozu, Budimce, Čokadince i Čepinske Martince.
12. kolovoza srpske su snage pucale su na liječnički tim u Sarvašu, 13. kolovoza opet granatiraju Osijek i Beli Manastir minobacačkom paljbom. Svakodnevni napadi na Osijek nastavili su se i sljedećih nekoliko dana topničkim i minobacačkim projektilima iz Tenje i s vojnog poligona "C" (14. kolovoza), Bijelog Brda, Tenje i Borova sela (15. kolovoza). 16. kolovoza Staru Tenju zaposjeo je srbijanski kriminalac, ratni zločinac Željko Ražnjatović zvani Arkan. Iz tog mjesta i iz Bijelog Brda Srbi su napadali Osijek. 17. kolovoza napad je nastavljen, 18. kolovoza iz stare Tenje Srbi minobacačkom paljbom gađaju Novu Tenju, a 30 projektila palo je i na predgrađe Osijeka. Nekoliko je granata palo blizu Poljoprivrednog fakulteta gdje je izbio požar na oglednim poljima ječma. 19. kolovoza JNA je zrakoplovstvom napala Osijek, pri čemu su pogodili osječku katedralu, industrijske pogone i ubili dvije žene. Nijedna od organizacija za ljudska prava nije pritiskala da se zna za naredbodavce i izvršitelje ovog ubojstva. JNA i srpska paravojska iz minobacača i strojnica pucali su po civilnim objektima u Osijeku. Gađali su stambene četvrti u središtu grada, zgradu općinske uprave, energetska, vodovodna i druga postrojenja u tvornici "Saponia". Vatra je otvorena s poligona "C", gdje se nalazi samohodni divizion naoružan oružjem od 122 mm i koordiniran je s vatrom iz tenkova Vojvođanskog korpusa iz smjera Bijelog Brda i s napadom minobacača od 120 mm s četničkih položaja u Tenji. Za vrijeme napada iz vojarne JNA u središtu grada pune 42 minute reflektorima osvjetljavani su ciljevi gađani topništvom s navedenih položaja. Pogođena je osječka katedrala, a u tom napadu poginula je jedna žena i dijete. 21. kolovoza srpske snage poduzele su veliki topnički napad na Osijek i okolna sela, pri čemu je ranjeno 23 civila. Vođa srpskih terorista Ražnjatović zahtijevao je da se Osijek preda u roku od 24 sata. Istog dana zrakoplovstvo JNA napalo je konvoj od 7 automobila s oznakama "Press" koji je vozio iz Sarvaša u Osijek. U vozilima su se nalazili novinari iz Španjolske, Italije, Amerike, Japana i Njemačke. 23. kolovoza zrakoplovstvo JNA napalo je selo Bilje. Situacija po Osijek postala je još kritičnija. JNA i srpska paravojska okupirali su cijelu Baranju i došli nadomak Osijeka. Hrvatske snage su nakon žestoke borbe kod Darde i Meca zaustavile agresoro napredovanje. 24. je nekoliko minobacačkih granata palo je na šire središte Osijeka, a jedna eksplozija bila je u središtu tvornice "Saponia". JNA zauzima pozicije oko Osijeka i čeka popunu iz Vojvodine. Počele žestoke borbe u Vukovaru. 26. kolovoza ustrojen hrvatski samostalni bataljun Baranja. 27. kolovoza zaprekama i minama je blokiran izlaz s poligona "C", minirani su ulazi u grad Osijek, a snage MUP-a RH i ZNG na svim su prilazima gradu. 
28. kolovoza TV snimatelj HTV studija Osijek Željko Kaić ubijen, a njegov kolega Dragan Krička teško ranjen kada je JNA na njih otvorila topničku paljbu kad su snimali TV prilog, dok se novinar Saša Kopljar izvukao neozlijeđen. Istog je dana u Slavonskom Brodu zaustavljen vlak s velikom količinom oružja i streljiva koje je JNA povlačila iz vojarni u Hrvatskoj izvan Hrvatske. Oružje oduzeto na tom mjestu došlo je i obrani Osijeka.

### Rujanski rat
3. rujna bilo je na snazi dogovoreno primirje, no velikosrpske snage ne samo da su tog dana prekršile primirje, nego su cijeli dan granatirale grad. U napadu su ubili 14 osoba, a 28 ranili. S položaja agresora u Staroj Tenji i Bijelom Brdu, u koordinaciji s topništvom s poligona "C", izveden je minobacačko tenkovski napad na grad pri čemu su sudjelovala i dva vojna zrakoplova. Granatama je pogođeno samo središte grada, dok su avioni gađali pogone tvornice "Saponia" i položaje branitelja u Novoj Tenji, Sarvašu, Bilju i Nemetinu. Poginulo je 12 branitelja i 3 civila, a ranjeno je 8 branitelja i 9 civila. Tenkovska granata ispaljena iz vojarne JNA u Osijeku ubila trinaestogodišnju djevojčicu Ivanu Vujić, a njene roditelje ranila. Za ovo prekomjerno granatiranje nitko nikad nije odgovarao. Istog su dana JNA i srpska paravojska zauzeli Bilje s druge strane Drave te granatiranjem oštetili katedralu sv. Petra i Pavla. 6. rujna velikosrbi granatiranjem su oštetili crkvu sv. Petra.
Sredinom rujna velikosrbi intenziviraju napade. Tijek mirovne konferencije o bivšoj Jugoslaviji ne ide im na ruku, međunarodna zajednica sve je informiranija o zbivanjima u Hrvatskoj, efekti višedesetljetne jugoslavenske propagandne laži jenjavaju pred predočenim činjenicama. Moratorij na odluku o razdruženju, na koji je Hrvatska pristala radi dokazivanja međunarodnoj javnosti da je kooperativna u pokušaju nalaženja rješenja, istječe za dva i pol tjedna. Diljem Hrvatske srpske osvajačke snage pokušavaju osvojiti što je više moguće teritorija. Čine velike ratne zločine nad Hrvatima. Ni Osijek ne prolazi bolje. 
10. rujna u topničkom napadu pogodili su dječji vrtić i franjevački samostan.
Sredinom tog rujna bio je najteži napad JNA i srpskih dobrovoljaca na grad. Grad su granatirali svakodnevno iz svih topničkih oruđa. Granatiranja su pojačali 13. rujna u petak. Nastavili su napadati neprekidno cijelog vikenda, tako da je napad trajao duže od 35 sati. Među ostalim su ispalili na grad više od 500 projektila teških kalibara. Za ovo prekomjerno granatiranje Osijeka nitko nikad nije odgovarao, ni pred hrvatskim, ni pred srbijanskim, ni pred sudovima u BiH, ni Crnoj Gori, niti pred Haaškim tribunalom, ni od običnih vojnika, nižih zapovjednika niti glavnih naredbodavaca. Osječka je bolnica tog krvavog vikenda primila više od 130 ranjenika i četvero mrtvih. Samu bolnicu srpska je paravojska gađala 15. rujna, pri čemu su ubili 4 osobe. Velikosrpski agresori su napadom napravili veliku štetu na objektima kulture, civilnim, zdravstvenim, stambenim: mnogo su oštetili spomenike kulture u Europskoj aveniji, Galeriju likovnih umjetnosti, Očni odjel osječke bolnice, Privrednu komoru (danas HGK), zgradu HRT-a, uništili su brojne stambene zgrade, a ekološku su štetu nanijeli kad su pogodili spremnik toplane u kojem se zapalio mazut. 16. rujna hrvatski su branitelji uništili 10 tenkova JNA. JNA i srpska paravojska cijeli taj dan gađaju osječku bolnicu. Isti je dan JNA bila prisiljena predati Dom JNA hrvatskim snagama. 17. su rujna hrvatske snage borbom zauzele vojarne u Osijeku. Jugovojska je napustila sve objekte u Osijeku, izvlačeći kompletno oružje, osobito sa zloglasnog poligona "C" odakle su gađali grad. Te su snage i opremu koristili za ojačavanje napada na Vukovar. Topničke su napade na Osijek nastavili. Projektilima su pogodili hotel Osijek. To je bio još jedan od napada na novinare, je u tom se hotelu nalazio međunarodni novinski centar, pri čemu su ranili španjolskog, bugarskog i danskog novinara.
20. rujna napadnuti su osječki gradski predjeli Jug II i Donji Grad. Ponovno su gađani industrijski objekti: šećerana, pogoni tvornice LIO, te gradska toplana. 23. rujna srpske snage pješački napale Laslovo, a istodobno iz četničkog uporišta u Palači iz tenkova pucali na Ernestinovo. Do 26. rujna, dva mjeseca od srpskih napada (paravojska i JNA), smrtno je stradalo 180 hrv. civila i branitelja, a 1260 ih je ranjeno. JNA je izgubila 21 objekt JNA, predalo se 500 vojnika, a zarobljeno je 102 časnika. Osijek je granatiran iz Baranje. Opet je pogođena crkva sv. Mihovila u Tvrđi, a teško je oštećena osječka katedrala sv. Petra i Pavla te zgrada kazališta.
27. rujna šire područje Osijeka je gađano još od ranih jutarnjih sati s područja Baranje. Iz četničkog uporišta u Klisi napadnuti su položaji hrvatskih obrambenih snaga kod pogona "Saponije" i "Melite" a iz Stare Tenje i Palače topništvom su napadnuti Nemetin, Ernestinovo, Sarvaš i Laslovo, na koje je izvršen i pješački napad. Navečer je ponovno je napadnut sam Osijek i prigradsko naselje Josipovac. 28. rujna Osijek je gađan minobacačima iz smjera Bilja. Pogođen je dječji vrtić i stara gradska jezgra Tvrđa. Poginulo je troje, a ranjeno 15 ljudi. Granatama je oštećeno pročelje crkve sv. Jakova. 29. rujna oštećeno je više zgrada u naselju Jug II i na Senjaku, dalekovod, rezervoar INE, skladište Željezare, "Saponija", a pogođena je i plicijska uprava Osijek. 30. rujna u popodnevnim satima iz Palače, Bilja i Stare Tenje napadnuti su Laslovo, Ernestinovo i sam grad. Tijekom večeri i jutra paljbom iz VBR-a napadnuti su Tenjski Antunovac, Nard i Brijest gdje je pogođena plinska stanica. 5. listopada napadnuti su i položaju policije i ZNG u Ernestinovu.

### Uoči isteka moratorija
6. listopada iz smjera Bijelog Brda VBR-ima je istodobno napadnuta industrijska zona Osijeka, te Tvrđavice, Nova Tenja i Tenjski Antunovac, a zatim južni dio Osijeka i prigradsko naselje Brijest. U posljepodnevnim satima tenkovskom vatrom napadnuto je Ernestinovo i položaji ZNG-a kod farme Seleš, pri čemo je poginulo 4 civila a 10 ih je ranjeno. Na Ernestinovo je poslijepodne bačena i kazetna bomba, a jedna je bačena i na Tenjski Antunovac. Jedan zrakoplov bombardirao je područje oko poljoprivrednog fakulteta. U večernjim satima VBR-ima gađano je Laslovo a zatim ponovno Osijek iz minobacača. 7. listopada Zrakoplovi su tri puta bombardirali Tenjski Antunovac, Laslovo i Ernestinovo, a zatim područje općine Valpovo, gdje je strojničkom vatrom gađana grupa ratara u polju pri čemu je jedan poginuo. Srušen je jedan neprijateljski zrakoplov. Iz četničkih uporišta Stare Tenje i Palače tijekom cijelog dana trajao je minobacačko topnički napad na rubne dijelove Osijeka, Laslova i Nemetina, a iz Baranje je otvarana vatra na Petrijevce, Belišće, Nard i Valpovo, te osječko predgrađe Tvrđavicu.
7. listopada osnovan Samostalni zrakoplovni vod u Operativnoj zoni Osijek. Piloti HV – zrakoplovne skupine Osijek izveli prvo bombardiranje neprijateljskih položaja u istočnoj Slavoniji. 11. listopada tijekom cijelog dana JNA i četnici su iz svojih uporišta u Staroj Tenji, Adi, Silašu i Orlovnjaku te iz Baranje gađali rubne i središnje dijelove grada te naseljena mjesta u općini Valpovo. Smrtno je stradalo je 5 civila, a 13 ih je ranjeno. 

### Nakon isteka moratorija
13. listopada pokušana je deblokada Vukovara preko sela Marinaca. U deblokadi su sudjelovale postrojbe OZ Osijek, pojačane pripadnicima ZNG i MUPa RH iz drugih dijelova RH, a pod zapovjedništvom Mile Dedakovića Jastreba. Proboj je zaustavljen oko 16:00 h istog dana zbog prolaza konvoja za Vukovar, a pod vodstvom promatrača EZ Francuza Roberta Michela. Iz drugog pokušaja uspio proći humanitarni konvoj iz Đakova i Osijeka za Vukovar. Istog dana središte Osijeka napadnuto je minobacačkom vatrom. Oštećena je šećerana, toplana i drugi privredni objekti. Vatra je otvarana iz Tenje na Tenjski Antunovac i na gradski predio Tvrđavu. 15. listopada i Osijeku su bile 4 uzbune zbog zračnog napada. I nad Osijekom zrakoplovi su ispuštali paučinastu masu (usporedi Biološko ratovanje i pojavu trihineloze). Od 2. svibnja do 15. listopada 1991 u bolnicu u Osijeku primljeno je 1862 pacijenta, izravne žrtve rata od kojih je 269 poginulo. U bolnici trenutno leži 213 ranjenih. Tijekom tog vikenda bilo je ukupno 58 ranjenih. 17. listopada rano ujutro počela je paljba na grad i položaje ZNG i MUP-a u Laslovu, Tenjskom Antunovcu, Novoj Tenji i Ernestinovu, a s baranjske strane puca se na Valpovo. Vatra je otvarana iz svog topničkog oružja, a djelovali su i neprijateljski zrakoplovi. Tijekom poslijepodneva intenzivirana je topnička vatra po središtu i industrijskoj zoni Osijeka. Više zrakoplova bombardiralo je krmačama i kasetnim bombama. Srušena su dva neprijateljska zrakooplova. Poginule su 4 osobe, a 59 ih je ranjeno. 18. listopada tijekom cijelog dana iz smjera Baranje gađan je grad topničkim projektilima, a iz Stare Tenje tenkovskom vatrom. Poginulo je 9, a ranjeno je 48 osoba. Pješački napad na Laslovo je odbijen. 19. listopada četnici su iz Stare Tenje ispalili na grad oko 40 minobacačkih projektila pri čemu je poginuo jedan civil, a 10 ih je ranjeno. Iz zrakoplova napadnut je Donji grad. 28. listopada četnici izvršili tenkovski napad na Tenjski Antunovac, nekoliko granata ispaljeno je na Laslovo, a vojni zrakoplovi bombardirali su Ernestinovo i središte Osijeka pri čemu su 4 osobe ranjene. 29. listopada iz Sarvaša i Tenje iz VBR-a napadnuta je industrijska zona, pri čemu su znatno oštećeni pogoni "Nivete" i "Saponije", a razarano je i stambeno naselje Jug II. 30. listopada ustrojena je 135. br. HV u koju su ušli Baranjsko-međimurski bataljun i Samostalni bataljun Baranja. Brigada je djelovala u obrani Osijeka. Kroz brigadu je prošlo više od 3000 ljudi s područja okupirane Baranje od kojih je 50 poginulo, a 246 lakše ili teže ranjeno. Do jutarnjih sati tog je dana trajao je topnički napad na grad koji je rezultirao s 18 ranjenih civila.
Dana 3. studenoga granatama je probijen krov i deka na franjevačkom samostanu uz crkvu Sveta Obitelj. Napadi su nastavljeni od ranih jutarnjih sati topničkom vatrom na Antunovac, a zatim i na Laslovo i Ernestinovo. Topnički napadi nastavili su se i poslijepodne. Na sam grad Osijek ispaljeno je 16 raketa iz VBR-a na industrijski dio. Poginule su dvije osobe, a 16 ih je ranjeno. Od istog dana zrakoplovstvo zrakoplovne skupine Osijek bombardiraju srpske položaje kod Vukovara kao ispomoć. Dana 4. studenoga hrvatski zrakoplovci nastavljaju pomoć Vukovaru. Srpski napad na Osijek trajao je cijeli dan. U jutarnjim satima grad je napadan minobacačkom vatrom iz smjera Stare Tenje, a tijekom dana iz Bilja otvorena je i paljba iz VBR-a. Istodobno je na Tvrđu palo oko 40 minobacačkih granata lansiranih iz Kopačeva. Tri granate ispaljene iz Baranje pale su na samo središte grada. Laslovo i Ernestinovo ponovno su minobacački napadnuti, a tenkovskom i minobacačkom vatrom napadnut je i Tenjski Antunovac i Čepin. Čepin su zrakoplovi JNA raketirali sa 6 raketa i pri tome ranili 3 osobe. Jedan je zrakoplov mitraljirao Brođance, Bizovac, Veliškovce i Gat. Istodobno je počeo napad na Bistrince i Belišće.
Dana 6. studenoga velikosrpski agresor je nastavio napade na širem osječkom području. Na Laslovo i Tenjski Antunovac palo je više desetaka topovskih i tenkovskih granata, a izvršen je i minobacački napad na Tvrđavicu. Tijekom popodneva nanovo su ispaljeni projektili iz VBR-a na Podravlje, a iz Sarvaša je gađan Nemetin. Iz Bilja topovima je tučen osječki Donji grad, na koji je palo 30 projektila, a predvečer su iz Sarvaša ponovno topništvom napadani južni dijelovi Osijeka. U osječku bolnicu tijekom jučerašnjeg i današnjeg dana dopremljeno je 20 ranjenih osoba. 7. studenoga iz smjera Stare Tenje Osijek je napadan minobacačima i VBR-ima. Poslijepodne iz istoga smjera te iz Baranje Osijek je tučen još i topničkom vatrom. U napadima je jedna osoba poginula, a 8 ih je ranjeno. Najveći broj projektila pao je na Brijest, naselja Jug II i donji grad, a pogođeni su i pogon Pivovare te zgrada SDK. Objekti u industrijskoj zoni raketirani su iz zraka. Vojni zrakoplovi raketirali su područje Brijesta u kojem su ranjena dva civila. Također su raketirali skladište poljoprivredne zadruge u Koški. Poslijepodne je iz Starih Mikanovaca pucano na prigradska naselja u sjeveroistočnom dijelu Osijeka, a poslijepodne je iz Stare Tenje na Novu Tenju ispaljeno 30 granata.
Dana 12. studenoga srpske su snage nastavile napade na Osijek. S osječkog je područja od početka napada u osječku bolnicu dopremljeno oko 2600 ranjenika od kojih je 370 umrlo.
Dana 24. studenoga 1991. JNA i srpska paravojska neprekidno su topnički gađali Osijek i poduzimali pješačke napade.
Među danima napada na Osijek, ističe se 8. prosinca 1991. kad su punih pet i pol sati JNA i srpska paravojska granatirale Osijek.
Dana 18. prosinca 1991. hrvatske su snage poduzele akciju Đavolja greda. Tom akcijom 4. policijska postaja Beli Manastir i 135. baranjska brigada HV oslobodile su privremeno okupirani dio Baranje. Hrvatska je morala poduzeti tu akciju, jer je uočilo da velikosrpski okupator pomiče se prema Osijeku radi zauzimanja zadnjih slobodnih hrvatskih naselja sa sjeverne obale Drave (Podravlje i Tvrđavica) i radi izbijanja na sjevernu obalu Drave čime bi Osijek i s te strane bio došao u neposredni kontakt s okupatorom. Akcijom je okupator potisnut dublje u unutarnjost Kopačevskog rita.
Dana 3. srpnja 1991. Srbi su između Ćelija i Osijeka ubili dvojicu i ranili trojicu gardista koji su vozili sanitarni materijal i hranu Ćelijama.
Zlostavljanje Osječana nije stalo sve do kraja rata. 25. lipnja 1993. pokraj nemetinskog odlagališta smeća za grad Osijek pobunjeni hrvatski Srbi oteli vozilo gradske čistoće i u nepoznato odveli trojicu radnika.

## Gubitci i štete
Tijekom velikosrpske agresije u Osijeku, samo u razdoblju od 2. svibnja 1991. do 26. srpnja 1994. u bolnicu su primljene 5222 žrtve rata, od kojih je 954 poginulo (preminulo). U Osijeku su JNA i pobunjeni hrvatski Srbi oštetili ili uništili između 15 000 i 20 000 objekata. Ukupna materijalna šteta na stambenim i gospodarskim objekitma procjenjuje se na iznos od 4 348 225 000 tadašnjih DM.[nedostaje izvor]